# Reichstagswahlkreis Königreich Württemberg 13

Die Wahlkreisaufteilung des Deutschen Reichs.

Der Reichstagswahlkreis Königreich Württemberg 13 (in der reichsweiten Durchnummerierung auch Reichstagswahlkreis 320; auch Reichstagswahlkreis Aalen–Ellwangen genannt) war der dreizehnte Reichstagswahlkreis für das Königreich Württemberg für die Reichstagswahlen im Deutschen Reich und zum Zollparlament von 1868 bis 1918.

## Wahlkreiszuschnitt 1868
Bei der Zollparlamentswahl 1868 umfasste der Wahlkreis Königreich Württemberg 13 Stadt und Oberamt Stuttgart. Dieser Landesteil trug ab 1871 die Nummer Reichstagswahlkreis Königreich Württemberg 1. Der Wahlkreis für die Oberämter Aalen, Neresheim, Ellwangen und Gaildorf trug hingegen 1868 die Nummer Königreich Württemberg 7. Um die räumliche Kontinuität besser abzubilden, zeigt dieser Artikel für die Wahl 1868 daher die Ergebnisse des Wahlkreises Königreich Württemberg 7.

## Wahlkreiszuschnitt ab 1871
Der Wahlkreis umfasste die Oberämter Aalen, Ellwangen, Gaildorf und Neresheim.
Er war eine Parteihochburg der Württembergischen Zentrumspartei.
| Jahr | Einwohner |
| ---- | --------- |
| 1890 | 105.747   |
| 1895 | 104.991   |
| 1900 | 105.771   |
| 1905 | 107.281   |
| 1910 | 109.260   |

|      | Landwirtschaft | Industrie und Gewerbe | Handel und Dienstleistungen |
| ---- | -------------- | --------------------- | --------------------------- |
| 1895 | 63,1           | 27,9                  | 9,4                         |
| 1907 | 62,7           | 27,3                  | 10,0                        |

|      | Evangelisch | Katholisch |
| ---- | ----------- | ---------- |
| 1890 | 40,1        | 59,3       |
| 1905 | 39,5        | 60,1       |
| 1910 | 38,5        | 61,2       |

Un Württemberg trat die NLP als Deutsche Partei auf. Die amtliche Statistik führte die Abgeordneten zur Vergleichbarkeit mit den Wahlergebnissen in anderen Teilen Deutschlands als NLP, auch waren die württembergischen Reichstagsabgeordneten Mitglieder der Reichstagsfraktion der NLP. Die Darstellung in diesem Artikel folgt dem.

## Abgeordnete
| Wahl                                    | Abgeordneter                          | Partei                   | Bild |
| --------------------------------------- | ------------------------------------- | ------------------------ | ---- |
| Zollparlamentswahl 1868 bis 1871 (WK 7) | Moritz Mohl                           | fraktionslos-großdeutsch |      |
| Reichstagswahl 1871 bis 1871            | Carl Streich                          | fraktionslos liberal     | 0    |
| Ersatzwahl 1871 bis 1874                | Moritz Mohl                           | fraktionslos-großdeutsch |      |
| Reichstagswahl 1874 bis 1877            | Johann Leonhard Bayrhammer            | Zentrum                  | 0    |
| Reichstagswahl 1877 bis 1881            | Franz Xaver Leonhard                  | Zentrum                  | 0    |
| Reichstagswahl 1881 bis 1893            | Heinrich Adelmann von Adelmannsfelden | Zentrum                  |      |
| Reichstagswahl 1893 bis 1896            | Joseph Wengert                        | Zentrum                  | 0    |
| Ersatzwahl 1896 bis 1907                | Theodor Hofmann                       | Zentrum                  |      |
| Reichstagswahl 1907 bis 1912            | Fridolin Schneider                    | Zentrum                  |      |
| Reichstagswahl 1912 bis 1918            | Eugen Bolz                            | Zentrum                  |      |

## Wahlen

### 1868
Es fand ein Wahlgang statt. Die Zahl der abgegebenen Stimmen betrug 9718.
| Kandidat    | Partei        | Stimmen | in % | Anmerkungen |
| ----------- | ------------- | ------- | ---- | ----------- |
| Moritz Mohl | Antipreußisch | 6680    | 0    | 0           |

### 1871
Es fand ein Wahlgang statt. 19.888 Männer waren wahlberechtigt. Die Zahl der abgegebenen gültigen Stimmen betrug 12.927, 38 Stimmen waren ungültig. Die Wahlbeteiligung betrug 60,2 %
| Kandidat         | Partei        | Stimmen | in % | Anmerkungen |
| ---------------- | ------------- | ------- | ---- | ----------- |
| Karl von Streich | NLP           | 6994    | 0    | 0           |
| Moritz Mohl      | Großdeutsch/V | 4919    | 0    | 0           |
| 0                | Sonstige      | 14      | 0    | 0           |

### Ersatzwahl 1871
Karl von Streich legte das Mandat nieder, der er zum Rat bei der Zivilkammer des Obertribunals ernannt worden war und es kam zu einer Ersatzwahl am 20. September 1871. Es fand ein Wahlgang statt. 20.733 Männer waren wahlberechtigt. Die Zahl der abgegebenen gültigen Stimmen betrug 5123. Die Wahlbeteiligung betrug 23,6 %
| Kandidat    | Partei                     | Stimmen | in % | Anmerkungen |
| ----------- | -------------------------- | ------- | ---- | ----------- |
| Essich      | NLP                        | 1879    | 0    | 0           |
| Moritz Mohl | Fraktionslos/Großdeutsch/V | 3216    | 0    | 0           |
| 0           | Sonstige                   | 28      | 0    | 0           |

### 1874
Es fand ein Wahlgang statt. 20.835 Männer waren wahlberechtigt. Die Zahl der abgegebenen gültigen Stimmen betrug 17.213, 36 Stimmen waren ungültig. Die Wahlbeteiligung betrug 82,8 %
| Kandidat                   | Partei   | Stimmen | in % | Anmerkungen |
| -------------------------- | -------- | ------- | ---- | ----------- |
| Johann Leonhard Bayrhammer | Zentrum  | 9345    | 0    | 0           |
| Moritz Mohl                | V        | 7656    | 0    | 0           |
| 0                          | Sonstige | 9       | 0    | 0           |

### 1877
Es fand ein Wahlgang statt. 22.213 Männer waren wahlberechtigt. Die Zahl der abgegebenen gültigen Stimmen betrug 18.143, 38 Stimmen waren ungültig. Die Wahlbeteiligung betrug 81,8 %
| Kandidat             | Partei   | Stimmen | in % | Anmerkungen |
| -------------------- | -------- | ------- | ---- | ----------- |
| Franz Xaver Leonhard | Zentrum  | 9895    | 0    | 0           |
| Moritz Mohl          | V        | 8213    | 0    | 0           |
| 0                    | Sonstige | 35      | 0    | 0           |

### 1878
Es fand ein Wahlgang statt. 22.900 Männer waren wahlberechtigt. Die Zahl der abgegebenen gültigen Stimmen betrug 17.220, 162 Stimmen waren ungültig. Die Wahlbeteiligung betrug 81,8 %
| Kandidat             | Partei   | Stimmen | in % | Anmerkungen |
| -------------------- | -------- | ------- | ---- | ----------- |
| Franz Xaver Leonhard | Zentrum  | 9617    | 0    | 0           |
| Moritz Mohl          | V        | 7441    | 0    | 0           |
| 0                    | Sonstige | 162     | 0    | 0           |

### 1881
Es fand ein Wahlgang statt. 22.237 Männer waren wahlberechtigt. Die Zahl der abgegebenen gültigen Stimmen betrug 9999, 79 Stimmen waren ungültig. Die Wahlbeteiligung betrug 81,8 %
| Kandidat                              | Partei   | Stimmen | in % | Anmerkungen |
| ------------------------------------- | -------- | ------- | ---- | ----------- |
| Heinrich Adelmann von Adelmannsfelden | Zentrum  | 9835    | 0    | 0           |
| August Bebel                          | S        | 64      | 0    | 0           |
| 0                                     | Sonstige | 80      | 0    | 0           |

### 1884
Es fand ein Wahlgang statt. 21.758 Männer waren wahlberechtigt. Die Zahl der abgegebenen gültigen Stimmen betrug 12.702, 55 Stimmen waren ungültig. Die Wahlbeteiligung betrug 58,6 %
| Kandidat                              | Partei   | Stimmen | in % | Anmerkungen |
| ------------------------------------- | -------- | ------- | ---- | ----------- |
| 0                                     | K        | 2754    | 0    | 0           |
| Heinrich Adelmann von Adelmannsfelden | Zentrum  | 9747    | 0    | 0           |
| 0                                     | S        | 170     | 0    | 0           |
| 0                                     | Sonstige | 31      | 0    | 0           |

### 1887
Es fand ein Wahlgang statt. 21.978 Männer waren wahlberechtigt. Die Zahl der abgegebenen gültigen Stimmen betrug 16.041, 44 Stimmen waren ungültig. Die Wahlbeteiligung betrug 73,2 %
| Kandidat                              | Partei   | Stimmen | in % | Anmerkungen |
| ------------------------------------- | -------- | ------- | ---- | ----------- |
| 0                                     | K        | 5288    | 0    | 0           |
| 0                                     | K        | 34      | 0    | 0           |
| Heinrich Adelmann von Adelmannsfelden | Zentrum  | 10.546  | 0    | 0           |
| 0                                     | S        | 120     | 0    | 0           |
| 0                                     | Sonstige | 53      | 0    | 0           |

### 1890
Die Kartellparteien NLP und Konservative verzichteten auf einen eigenen Kandididaten, da die Dominanz des Zentrums im Wahlkreis eine Kandidatur sinnlos erscheinen ließ und weil Adelmann von Adelmannsfelden im Reichstag dem Septennat zugestimmt hatte. Die beiden konservativen Sonderkandidaturen erhielten keine Unterstützung der Parteien. Es fand ein Wahlgang statt. 21742 Männer waren wahlberechtigt. Die Zahl der abgegebenen gültigen Stimmen betrug 10.294, 132 Stimmen waren ungültig. Die Wahlbeteiligung betrug 47,3 %
| Kandidat                              | Partei   | Stimmen | in %   | Anmerkungen         |
| ------------------------------------- | -------- | ------- | ------ | ------------------- |
| Helmuth von Moltke                    | K        | 40      | 0,4 %  | 0                   |
| Zöppritz                              | DRP      | 32      | 0,3 %  | Sekretär, Stuttgart |
| Karl Kloß                             | S        | 874     | 8,6    | 0                   |
| Heinrich Adelmann von Adelmannsfelden | Zentrum  | 9062    | 89,2 % | 0                   |
| 0                                     | Sonstige | 154     | 1,5 %  | 0                   |

### 1893
Die Militärvorlage spaltete das Zentrum im Wahlkreis. Der Ökonom Mayer, der für die Militärvorlage stimmen wollte, wurde von den Kartellparteien unterstützt, Wengert der ein Gegner der Vorlage war, setzte sich jedoch durch. Es fand ein Wahlgang statt. 22.080 Männer waren wahlberechtigt. Die Zahl der abgegebenen gültigen Stimmen betrug 15.815, 42 Stimmen waren ungültig. Die Wahlbeteiligung betrug 71,6 %
| Kandidat       | Partei   | Stimmen | in %   | Anmerkungen                            |
| -------------- | -------- | ------- | ------ | -------------------------------------- |
| Ellinger       | DVP      | 191     | 1,2 %  | Landwirt, Sägewerksbesitzer, Gailsdorf |
| Hermann Stamm  | S        | 1472    | 9,3    | Privatier, Cannstadt                   |
| Joseph Wengert | Zentrum  | 8666    | 55,0 % | 0                                      |
| Mayer          | Zentrum  | 5408    | 34,3 % | 0                                      |
| 0              | Sonstige | 36      | 0,2 %  | 0                                      |

### Ersatzwahl 1896
Nach dem Tod von Wengert fand eine Ersatzwahl am 17. November 1896 statt. Führende Vertreter der NLP sprachen sich für Bräuchle aus auch wenn zu keiner formalen Vereinbarungen der Parteien gab. Die Sonderkandidatur von Geß wurde von nationalliberaler Seite wenig unterstützt. Es fand ein Wahlgang statt. 22.321 Männer waren wahlberechtigt. Die Zahl der abgegebenen gültigen Stimmen betrug 18.172, 20 Stimmen waren ungültig. Die Wahlbeteiligung betrug 81,4 %
| Kandidat                 | Partei   | Stimmen | in %   | Anmerkungen |
| ------------------------ | -------- | ------- | ------ | ----------- |
| Bräuchle                 | DVP      | 5880    | 32,4 % | 0           |
| Friedrich Ludwig von Geß | NLP      | 445     | 2,5 %  | 0           |
| Alfred Agster            | S        | 1262    | 7,0    | 0           |
| Theodor Hofmann          | Zentrum  | 10.556  | 58,2 % | 0           |
| 0                        | Sonstige | 9       | 0,0 %  | 0           |

### 1898
Es fand ein Wahlgang statt. 22.570 Männer waren wahlberechtigt. Die Zahl der abgegebenen gültigen Stimmen betrug 13.645, 25 Stimmen waren ungültig. Die Wahlbeteiligung betrug 60,5 %
| Kandidat          | Partei   | Stimmen | in %   | Anmerkungen              |
| ----------------- | -------- | ------- | ------ | ------------------------ |
| Reinhold Bräuchle | DVP      | 1860    | 13,7 % | 0                        |
| Leypold           | NLP      | 904     | 6,6 %  | Dekan, Stuttgart         |
| Selmayr           | S        | 1314    | 9,7    | Schriftsetzer, Stuttgart |
| Theodor Hofmann   | Zentrum  | 9513    | 69,8 % | 0                        |
| 0                 | Sonstige | 29      | 0,2 %  | 0                        |

### 1903
Es fand ein Wahlgang statt. 23.080 Männer waren wahlberechtigt. Die Zahl der abgegebenen gültigen Stimmen betrug 14.793, 45 Stimmen waren ungültig. Die Wahlbeteiligung betrug 64,1 %
| Kandidat            | Partei   | Stimmen | in %   | Anmerkungen          |
| ------------------- | -------- | ------- | ------ | -------------------- |
| Schmid              | BdL      | 380     | 2,6 %  | Landwirt, Öhringen   |
| Friedrich von Payer | DVP      | 704     | 4,8 %  | 0                    |
| Heiber              | NLP      | 1115    | 7,5 %  | Professor, Stuttgart |
| Albert Rudolf       | S        | 2422    | 16,4   | Redakteur, Stuttgart |
| Theodor Hofmann     | Zentrum  | 10.097  | 68,5 % | 0                    |
| 0                   | Sonstige | 30      | 0,2 %  | 0                    |

### 1907
Die liberalen Parteien stellten aufgrund der starken Stellung des Zentrums keinen eigenen Kandidaten auf und riefen in einer gemeinsamen Erklärung zur Wahlenthaltung auf. Es fand ein Wahlgang statt. 23.665 Männer waren wahlberechtigt. Die Zahl der abgegebenen gültigen Stimmen betrug 16.095, 69 Stimmen waren ungültig. Die Wahlbeteiligung betrug 68,0 %
| Kandidat           | Partei    | Stimmen | in %   | Anmerkungen |
| ------------------ | --------- | ------- | ------ | ----------- |
| Friedrich Fischer  | S         | 2229    | 13,9   | 0           |
| Fridolin Schneider | Zentrum   | 11.458  | 71,5 % | 0           |
| Bernhard Dernburg  | Parteilos | 2203    | 13,7 % | 0           |
| 0                  | Sonstige  | 136     | 0,9 %  | 0           |

### 1912
Gemäß dem Wahlkreisabkommen auf Landesebene unterstützten BdL und Konservative den Kandidaten des Zentrums. Mayer war gesamtliberaler Kandidat. Es fand ein Wahlgang statt. 24.001 Männer waren wahlberechtigt. Die Zahl der abgegebenen gültigen Stimmen betrug 21.535, 59 Stimmen waren ungültig. Die Wahlbeteiligung betrug 89,7 %
| Kandidat          | Partei   | Stimmen | in %   | Anmerkungen                                                           |
| ----------------- | -------- | ------- | ------ | --------------------------------------------------------------------- |
| Hermann Mayer     | NLP      | 6975    | 32,5   | Dr. Syndikus des Verbandes württembergischer Industrieller, Stuttgart |
| Friedrich Fischer | S        | 2271    | 10,6   | 0                                                                     |
| Eugen Bolz        | Zentrum  | 12.215  | 56,9 % | 0                                                                     |
| 0                 | Sonstige | 15      | 0,0 %  | 0                                                                     |